# Escuela Judicial (España)
La Escuela Judicial es un organismo público, de carácter administrativo, que está integrado en el Consejo General del Poder Judicial (CGPJ), del que depende tanto a efectos presupuestarios, como organizativos.
Desde el punto de vista institucional la dependencia del CGPJ implica también su independencia, tanto de la esfera legislativa, como de la gubernamental. Además, por su ubicación dentro del órgano de gobierno de los jueces, tampoco tiene una vinculación orgánica con la estructura jurisdiccional de los tribunales, aun cuando su razón de ser es estar al servicio de los mismos, y de toda la carrera judicial.

## Características generales

### Ámbito de actuación
El ámbito de actuación de la Escuela Judicial es doble. Por una parte tiene a su cargo la selección y reclutamiento de los jueces que ingresan en la carrera, tanto en el turno de ingreso por concurso oposición como en el turno de juristas de reconocida competencia, y por otra parte controla el acceso de los mismos a las distintas especialidades jurisdiccionales.

### Misión
La misión de la Escuela Judicial es también doble. En primer lugar, ha de garantizar el adecuado nivel de preparación profesional de quienes acceden a los órganos judiciales mediante sus programas de formación inicial, tanto en la fase presencial como en las prácticas en los tribunales. En segundo lugar, ha de organizar y gestionar todas las actividades de formación continuada y reciclaje profesional de todos los miembros de la carrera judicial.

### Sedes y actividades formativas
La Escuela Judicial tiene dos sedes estables, una en Madrid donde se centralizan la mayor parte de las actividades de formación continua, y otra en Barcelona donde se siguen los cursos de formación inicial y una buena parte de las actividades de formación judicial internacional que se realiza en conexión con la Red Europea de Formación Judicial (EJTN), y la Red Iberoamericana de Escuelas Judiciales (RIAEJ). Para el ámbito iberoamericano, es de destacar la actividad del “Aula Iberoamericana”, en la que colabora la AECID, y diversas instituciones y entidades.
Ocupan también un lugar importante las actividades formativas descentralizadas en los territorios de los diversos Tribunales Superiores de Justicia, y los “Foros especializados” de medio ambiente en Andalucía, inmigración en Canarias, economía en Valencia, igualdad en Cataluña, seguridad en el trabajo en Asturias y convergencia europea en Murcia.

## Historia
Desde finales del siglo XIX hubo diversos proyectos gubernamentales que contemplaban la creación de una Escuela Judicial como garantía del buen servicio a los ciudadanos. El Decreto de 22 de septiembre de 1836 creó la “Junta calificadora de magistrados y jueces”, “para preparar la organización judicial, para cuando sea dable hacerla sobre el principio de la inamovilidad”. Fernando de los Ríos, ministro de justicia en los albores de la II República incluyó la creación de la Escuela Judicial en su programa de gobierno.

La creación efectiva de la Escuela Judicial no se produjo hasta la Ley de 26 de abril de 1944. Su primer director, en 1947, fue Plaza Navarro, que la calificó como “una prudente reacción contra el ingreso por oposición”. En la exposición de motivos de la norma que la creó se explicita que “la oposición puede servir para contener los desmanes del favor, pero no basta para garantizar la formación completa de los futuros titulares para una función que exige virtudes probadas”.

En su primitiva configuración la Escuela Judicial fue un organismo del Ministerio de Justicia, que gestionó 47 promociones de jueces (entre 1947 y 1996), en formación compartida con los fiscales. La etapa actual de la Escuela Judicial se inicia con la reforma de la Ley Orgánica del Poder Judicial de 1995 por la que la materia de formación de jueces, que anteriormente estaba residenciada en el ámbito del Ministerio de Justicia, se transfiere al CGPJ. La formación inicial se realiza por primera vez en la sede de Barcelona con la 48.ª promoción, en febrero de 1997 y las nuevas promociones están integradas únicamente por jueces, puesto que los fiscales siguen su proceso de formación en la antigua sede del Ministerio de Justicia, ubicada en la Ciudad Universitaria de Madrid, bajo la denominación de Centro de Estudios Jurídicos (CEJ), donde también se imparte la formación al secretariado judicial, a la abogacía del Estado, y a otros cuerpos jurídicos de carácter nacional gestionados desde el ámbito gubernamental.

Desde 1997 han sido directores de la Escuela Judicial Jesús Corbal, Carlos Gómez Martínez, José Francisco Valls Gombau, Nuria Basols, Pascual Ortuño y Roser Bach.

## Nota
Este artículo ha sido creado a partir de la información que aparece en diversas secciones de la página de la Escuela Judicial, que es de libre acceso.
- Datos: Q5838687